# VinFast VF 9
VinFast VF 9 là một mẫu SUV chạy điện cỡ lớn do VinFast sản xuất, được giới thiệu lần đầu vào năm 2021. Với vai trò là mẫu xe đứng đầu dải sản phẩm điện hóa của công ty, VF 9 chủ yếu nhắm đến các khách hàng ưa chuộng sự rộng rãi, tiện nghi và cạnh tranh trực tiếp với những cái tên cùng phân khúc như Ford Explorer hay Hyundai Palisade. Bên cạnh VF 8, đây là một trong những dòng xe điện đầu tiên mà VinFast tung ra thị trường thế giới. VF 9 chính thức được bàn giao đến tay khách hàng Việt Nam vào tháng 7 năm 2023 và bắt đầu phân phối tại Hoa Kỳ vào nửa cuối năm 2024.

## Lịch sử

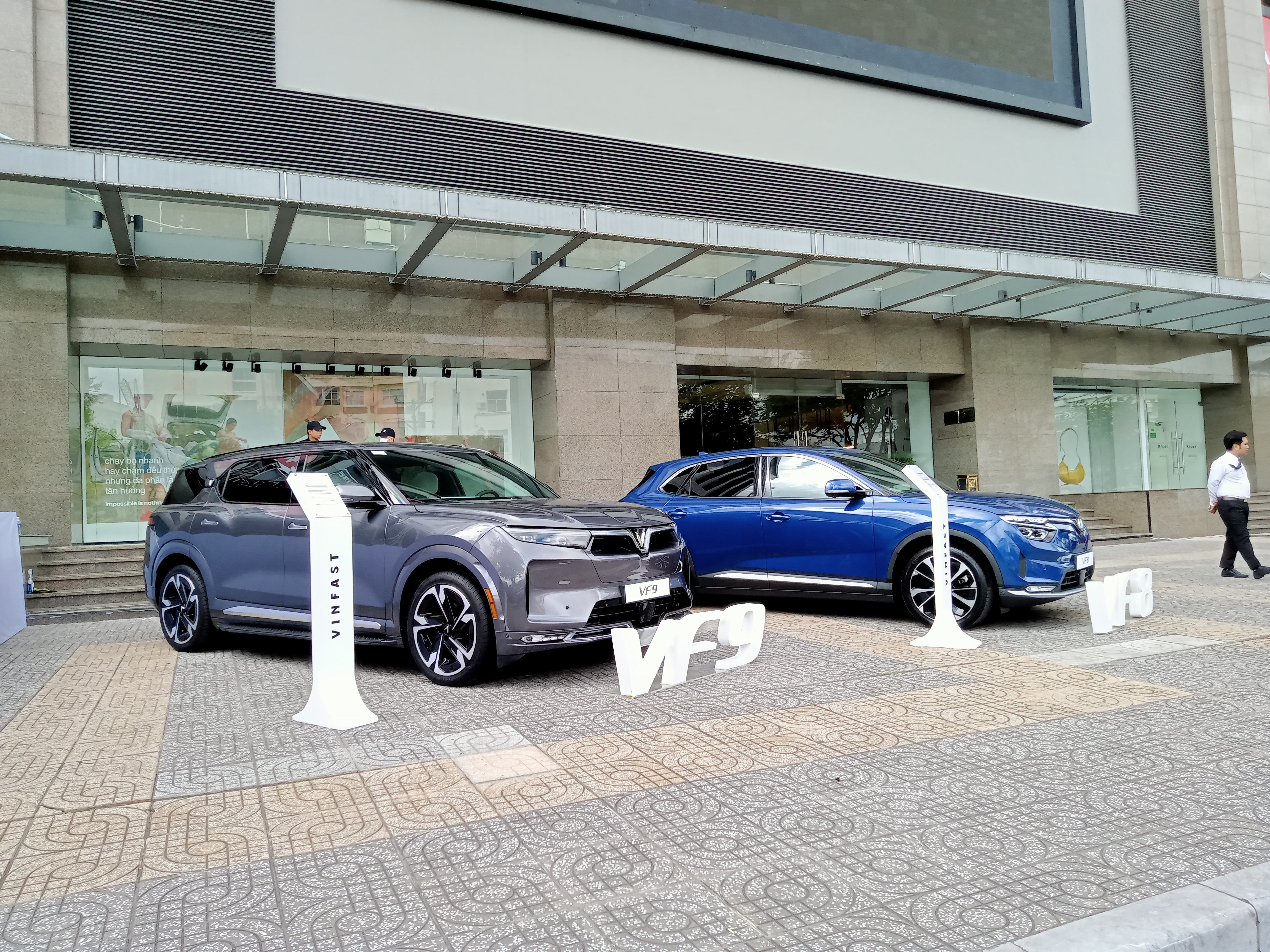
VF 9 và VF 8 được trưng bày cùng nhau.

Tháng 1 năm 2021, VinFast chính thức tung ra thiết kế của ba mẫu SUV chạy điện tự hành, trải dài qua các phân khúc C, D và E với tên gọi tạm thời lần lượt là VF31, VF32 cùng VF33. Trong đó, VF33 là mẫu xe lớn nhất cũng như hiện đại nhất trong danh mục sản phẩm của VinFast, đồng thời cạnh tranh trực tiếp với những đối thủ cùng phân khúc như Ford Explorer và Hyundai Palisade. Bên cạnh phiên bản vận hành bằng điện, VF33 còn có thêm bản động cơ xăng với hy vọng giúp hãng xe đảm bảo doanh số để duy trì trong bối cảnh khách hàng Việt Nam vẫn chưa có nhiều thiện cảm với dòng xe xanh. VinFast nhận cọc VF33 từ tháng 9 năm 2021 và dự kiến bàn giao xe vào tháng 2 năm sau. Đối với thị trường Mỹ, Canada và châu Âu, VinFast sẽ nhận đặt hàng từ tháng 11 năm 2021 và giao xe từ tháng 6 năm 2022, qua đó trở thành một trong hai sản phẩm xe điện đầu tiên của hãng được tung ra thị trường thế giới (cùng với VF32). Theo một số đánh giá, đây gần như là dự án SUV chạy điện cỡ lớn đầu tiên mang tính khả thi trên thế giới.
Vào tháng 3 năm 2021, một mẫu xe mới của VinFast đã được đăng ký độc quyền về kiểu dáng và mang thiết kế có nhiều nét tương đồng với bản phác thảo VF33. Tháng 11 cùng năm, VF33 xuất hiện tại Triển lãm ô tô Los Angeles với tên gọi VF e36. Xe dự kiến sẽ mở bán toàn cầu vào giữa năm 2022. Theo nhận định, đây là thành quả của chiến lược đầu tư trọng điểm vào hệ thống nghiên cứu phát triển nội bộ, cũng như hợp tác với những đối tác toàn cầu của VinFast. Đầu năm sau, xe tiếp tục góp mặt trong khuôn khổ Hội chợ Điện tử Tiêu dùng tại Las Vegas, Hoa Kỳ và được đổi tên thành VF 9, đi cùng với đó là bảng giá khởi điểm của xe. Cũng tại sự kiện này, VinFast khẳng định rằng hãng sẽ trở thành một nhà sản xuất ô tô điện toàn phần vào cuối năm 2022. Vào tháng 3 năm 2022, VinFast và Pininfarina công bố chi tiết thiết kế xe điện VF 9 tại Triển lãm di động toàn cầu.
Trong thời gian tiếp theo, mẫu SUV này chủ yếu được trưng bày hoặc bắt gặp trong những cung đường thử nội bộ của VinFast. Đôi lúc, người ta cũng nhìn thấy chúng lăn bánh ngoài đường trong lớp ngụy trang hoặc trang bị nhiều thiết bị thử nghiệm. Cũng có thời điểm xe được bắt gặp khi đang chạy thử nghiệm tại châu Âu, tuy nhiên lại có thiết kế đầu đuôi lấy từ VF 8. Tháng 6 năm 2022, VinFast mang hai mẫu VF 8 và VF 9 đến trưng bày tại Hội nghị và Triển lãm Xe điện Quốc Tế tổ chức ở Oslo, Na Uy, qua đó đem lại cơ hội tiếp cận đến khách hàng châu Âu.  Chỉ sau đó vài ngày, hình ảnh VF 9 xuất hiện tại trạm sạc của VinFast ở Hải Phòng với lớp ngụy trang được loại bỏ hoàn toàn đã khiến nhiều người bất ngờ. Đến tháng 8 năm 2022, mẫu SUV chạy bằng điện đã hoàn thành các thủ tục đăng kiểm và được cấp chứng nhận chất lượng tại Việt Nam. Đây là mẫu xe có kích thước lớn nhất trong dải sản phẩm xe điện mà VinFast giới thiệu đến công chúng.
Trong khuôn khổ Triển lãm ô tô Los Angeles diễn ra vào tháng 11 năm 2022, VinFast tiết lộ rằng hãng đã nhận được đơn đặt hàng các mẫu VF 8 và VF 9 từ Autonomy – một công ty cho thuê xe của Mỹ. Vào ngày 27 tháng 3 năm 2023, tổng cộng đã có 27 chiếc VF 9 đầu tiên đến tay khách hàng Việt Nam tại các showroom VinFast Ocean Park (Hà Nội), VinFast Ngô Quyền (Đà Nẵng) và VinFast Landmark 81 (TP. HCM). Ngay sau đó, các showroom cùng đại lý VinFast khác trên toàn quốc cũng tiến hành bàn giao xe cho khách hàng theo số thứ tự đặt cọc và hỗ trợ giao xe tại nhà cho những vị khách có nhu cầu. Theo bà Lê Thị Thu Thủy – phó chủ tịch Tập đoàn Vingroup kiêm chủ tịch VinFast, việc bàn giao VF 9 theo đúng kế hoạch và cam kết với khách hàng đã khẳng định khả năng làm chủ công nghệ và tối ưu quy trình phát triển, sản xuất xe của hãng. Tháng 4 năm 2023, VF 9 bất ngờ xuất hiện tại Trung Quốc, trong đó có ý kiến cho rằng đây là động thái của VinFast nhằm thăm dò thị trường hoặc chạy thử nghiệm.
Đầu năm 2024, lô xe VF 9 đầu tiên đã cập bến thị trường Bắc Mỹ và có thể bàn giao trong tháng 9, mặc dù trước đó việc giao hàng được dự định sẽ tiến hành vào quý cuối của năm 2023. Dự kiến đến năm 2025, VinFast sẽ bắt đầu sản xuất các mẫu VF 7, VF 8 và VF 9 tại nhà máy ở Hoa Kỳ. Cuối tháng 5 năm 2024, VinFast công bố ký thỏa thuận hợp tác độc quyền với đại lý Al Tayer Motors về việc phân phối xe điện tại Các Tiểu vương quốc Ả Rập Thống nhất, trong đó VF 9 là một trong những mẫu xe sẽ được bán ra ở thị trường này. Đầu tháng 6 năm 2024, VinFast tung ra chính sách chăm sóc khách hàng dành riêng cho dòng SUV VF 9. Vào cuối tháng 11 cùng năm, VinFast bắt đầu phân phối VF 9 đến các khách hàng tại Hoa Kỳ và Canada, trong đó những chiếc xe đầu tiên được bàn giao tại một sự kiện ở Los Angeles.

## Tổng quan

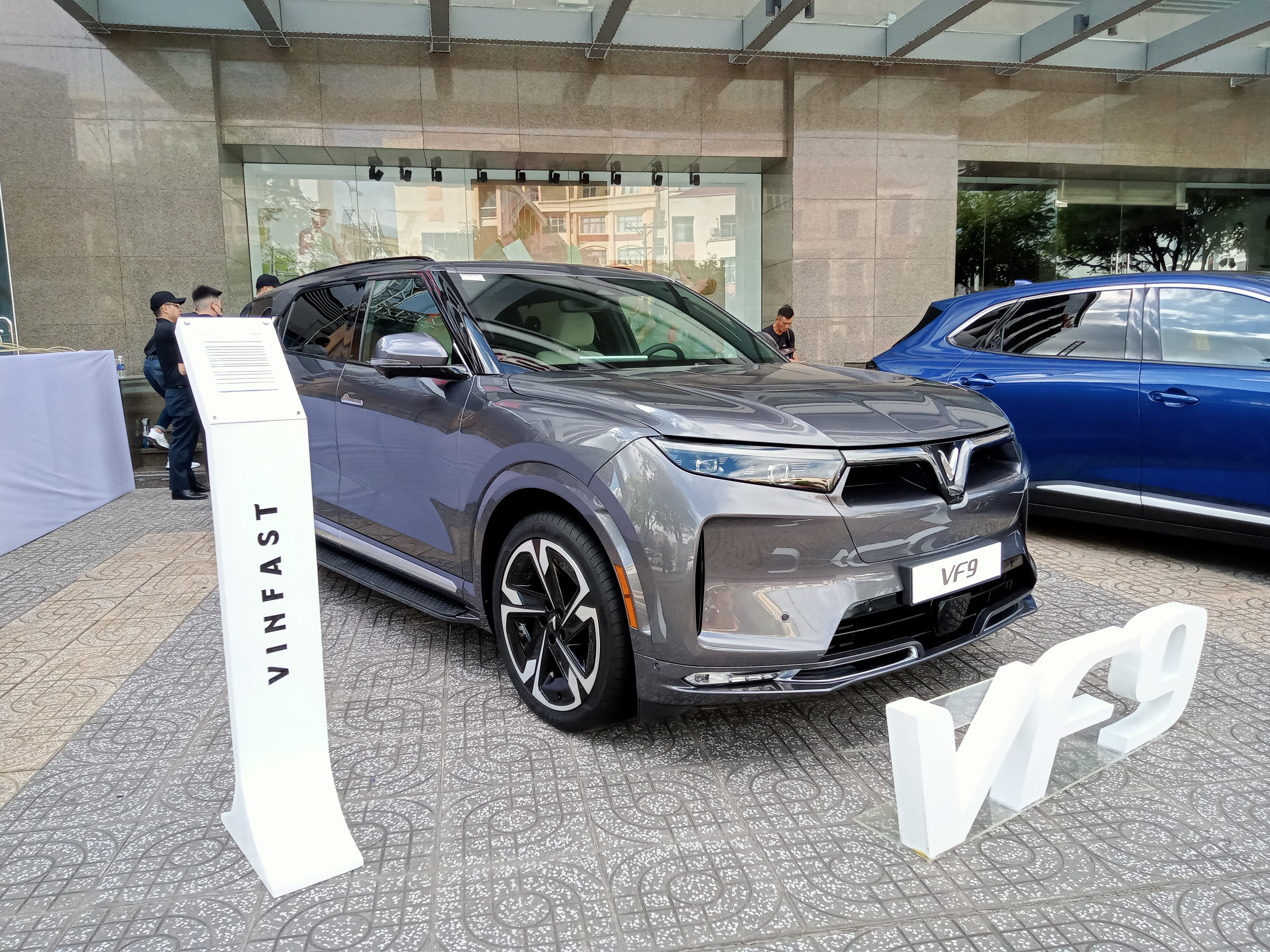
Góc chéo phía trước của VF 9.

VinFast VF 9 được trang bị hệ khung gầm liền khối vốn phổ biến trên các dòng xe hiện đại, kèm theo đó là hệ thống treo khí nén. Xe sử dụng hệ dẫn động 2 cầu toàn thời gian (AWD) và hộp số đơn cấp với ba chế độ lái khác nhau. Đây là một trong những dòng xe có kích thước lớn nhất thuộc phân khúc SUV hạng E trên thị trường Việt Nam, trong đó các thông số chiều dài, chiều rộng và chiều cao lần lượt là 5.118 mm, 2.2548 mm và 1.6968 mm. Vóc dáng của xe được tạo nên nhờ việc đặt trọng tâm xe thấp, thiết kế đầu xe vuông vức kết hợp với đuôi xe cao. Bên cạnh đó, VF 9 cũng sở hữu chiều dài cơ sở dẫn đầu phân khúc với 3.150 mm, cùng khoảng sáng gầm 197 mm. Đối với các phiên bản, xuất hiện một số thay đổi ở trọng lượng phân bổ giữa cầu trước và cầu sau, cũng như tải trọng của xe. Cụ thể, phiên bản VF 9 Eco có trọng lượng không tải 2.830 kg và trọng lượng toàn bộ 3.306 kg, trong khi phiên bản VF 9 Plus có cùng trọng lượng không tải 2.866 kg nhưng biến thể VF 9 Plus 7 chỗ có trọng lượng tối đa lên đến 3.335 kg, trong khi biến thể VF 9 Plus 6 chỗ chỉ đạt 3.274 kg. Dung tích khoang chứa hành lý khi có hàng ghế cuối của VF 9 là 212 lít, tuy nhiên con số này có thể lên đến 926 lít khi gập phẳng hàng ghế sau cùng.

## Thiết kế và trang bị
– Silvio Pietro Angori, tổng giám đốc Pininfarina

### Ngoại thất
Thiết kế của VF 9 được chấp bút bởi Pininfarina, cái tên từng đảm nhận vai trò hợp tác cùng Ferrari, Alfa Romeo và Maserati. Đại diện của hãng cho biết họ đã sử dụng ngôn ngữ thiết kế hiện đại nhằm tối ưu hoá tính khí động học, đồng thời đưa những đường nét thể thao, năng động của dòng sedan lên những chiếc SUV của VinFast. Đặc biệt, Pininfarina còn áp dụng triết lý kết hợp giữa sự thanh lịch, đơn giản và thoải mái, thiên về nhóm khách hàng là nam giới lên thiết kế của VF 9. Theo các nhà thiết kế từ Pininfarina, VF 9 được lấy cảm hứng từ những chi tiết trong ngành hàng hải, với nóc xe vuốt dần về phía sau tương tự như tầng lái nóc của một chiếc du thuyền hạng sang. Phần đầu của xe giảm sự chia cắt nhưng vẫn giữ được nét góc cạnh của một chiếc SUV, trên đó tích hợp hốc gió ở nắp ca pô và cản trước, đồng thời tạo điểm nhấn bằng dải đèn LED hình cánh chim kết hợp cùng logo chữ V xếp chồng lên nhau. Bên cạnh đó, toàn bộ đèn trên xe đều sử dụng loại bóng LED, trong khi đèn sương mù thì được tích hợp ở cản trước. VF 9 không dùng lưới tản nhiệt, thay vào đó là các mảng, khối giúp cho xe trông hầm hố hơn.
VF 9 sở hữu những chi tiết được tính toán kỹ lưỡng để tối ưu hệ số cản gió và gia tăng quãng đường di chuyển của xe, với ngôn ngữ thiết kế liền mạch trải dài từ tay nắm cửa loại ẩn liền với thân xe, kết hợp cùng đường vuốt mềm chạy dài trên nóc xe và thiết kế thân xe thuôn gọn. Đồng thời, hai bên sườn xe còn có thiết kế cơ bắp ở khu vực hốc bánh. Nổi bật ở cột C là logo hình chữ V giúp tăng độ nhận diện thương hiệu. Mẫu SUV này sử dụng bộ la-zăng hợp kim có kích thước 20 inch đối với phiên bản Eco và 21 inch đối với phiên bản Plus, đồng thời được trang bị lần lượt các loại lốp 275/45R20 và 275/40-R21. Cả bốn bánh xe của dòng VF 9 đều sử dụng phanh đĩa thủy lực. Ngoài ra, VF 9 cũng cung cấp 8 tùy chọn màu sơn cho người dùng.

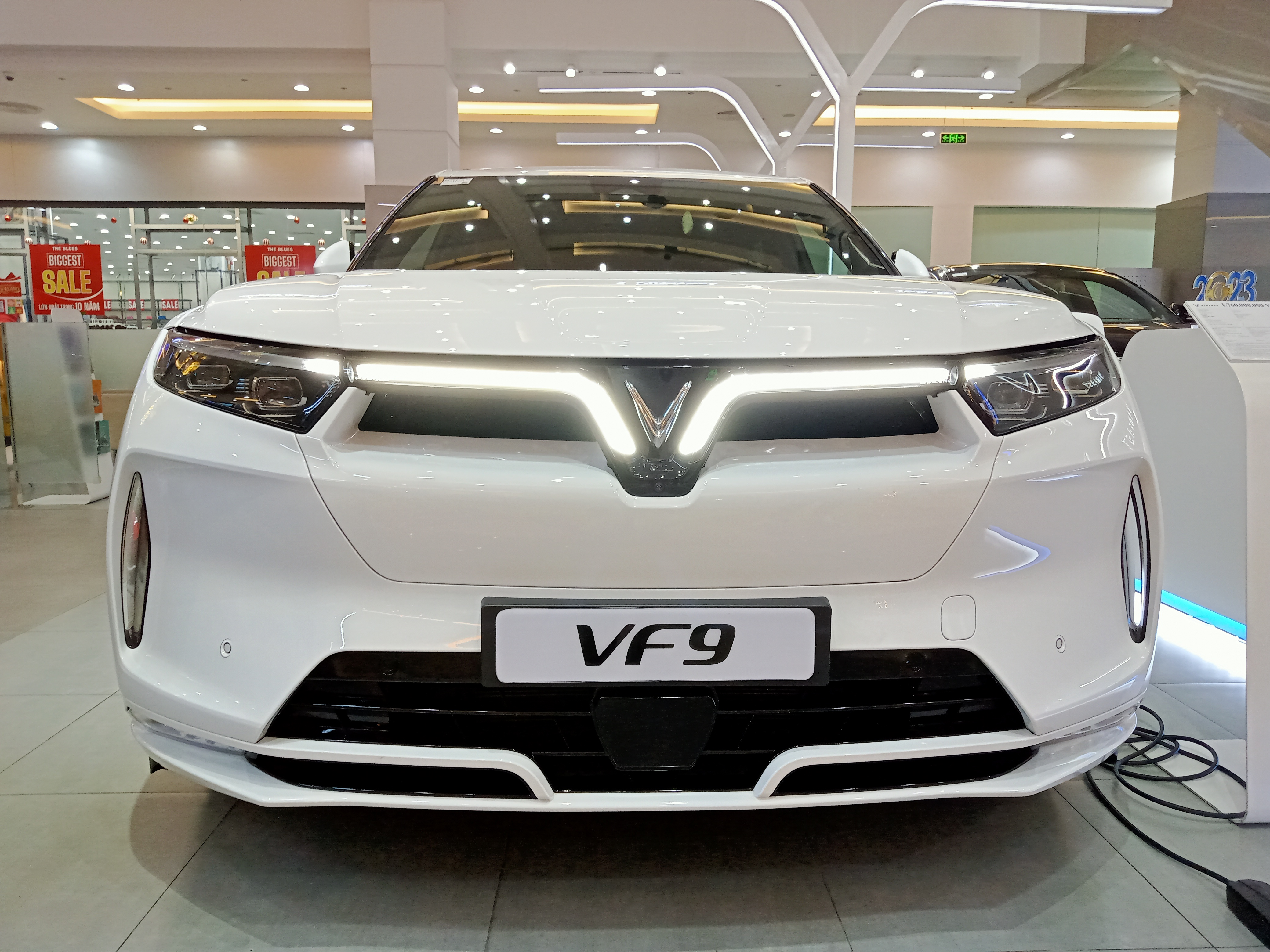
Mặt trước VF 9.

### Nội thất
Do là SUV hạng E nên VinFast VF 9 hướng đến nhóm khách hàng gia đình, ưu tiên không gian chở người và tiện nghi đi kèm. Nội thất VF9 được thiết kế theo xu hướng tối giản, tiết giảm các phím điều khiển cơ học. Thay vào đó, hầu hết các tính năng thông tin, giải trí và điều khiển trên xe đều tập trung vào màn hình lớn 15,6 inch đặt ở trung tâm bảng táp lô và màn hình hiển thị kính lái HUD. Từ đó, tầm nhìn của người lái được giải phóng nhưng vẫn dễ dàng nắm bắt mọi thông tin quan trọng. Ngoài ra, VF 9 còn có khả năng kết nối với hệ thống smarthome giúp điều khiển các thiết bị điện tử trong nhà. Người dùng cũng có thể sử dụng hệ thống cổng sạc theo các chuẩn thông dụng như USB Type-A, Type-C cho thiết bị cầm tay và ổ cắm 230V cho các loại máy tính xách tay. Xe có những nét tương đồng VF 8 về thiết kế khu vực táp lô, với vô lăng phẳng đáy kiểu D-Cut. Đối với một số thị trường nhất định, VF 9 được tích hợp miễn phí ứng dụng TuneIn Premium và có thể truy cập thông qua các trợ lý giọng nói, cho phép người dùng tiếp cận những chương trình thể thao trực tiếp, thể thao đại học, cũng như hơn 20 kênh âm nhạc thương mại miễn phí và các trang tin tức. Bên cạnh đó, xe cũng không sử dụng cụm đồng hồ phía trước như thông thường mà thay vào đó tích hợp vào màn hình đặt giữa. Cần số của xe là loại nút bấm.
Nhờ chiều dài cơ sở lên đến 3.150 mm nên không gian nội thất của VF 9 rất rộng rãi. Phiên bản Eco được trang bị ghế bọc da giả, trong khi bản Plus cao cấp hơn thì sử dụng da thật. Bên cạnh đó, xe còn có các tùy chọn 7 chỗ hoặc 6 chỗ ngồi (bao gồm hai ghế cơ trưởng tách rời ở hàng thứ hai được lấy cảm hứng từ khoang máy bay hạng thương gia). Với tùy chọn này, khu vực ghế cơ trưởng được tích hợp thêm hệ thống điều hòa, tính năng thông gió, sưởi và massage cùng với màn hình riêng kích thước 8 inch đặt ở sau bệ đỡ tay hàng ghế phía trước. Ngoài ra, cả hàng ghế trước và sau đều có khả năng chỉnh điện 8 hướng. Trên phiên bản 7 chỗ, bệ đỡ tay ở phiên bản 6 chỗ được chuyển đổi thành ghế chỉnh điện tùy ý với độ rộng tương đương với ghế cơ trưởng của phiên bản cao cấp hơn. Khi không dùng đến, hành khách có thể chuyển đổi ghế thứ năm thành bệ tỳ tay hoặc bàn làm việc di động. Để đảm bảo sức khỏe cho người lái và người ngồi trên xe, VF 9 được trang bị hệ thống điều hòa tự động 3 vùng tích hợp chức năng lọc không khí trong cabin và ion hóa không khí. Phần kính lái trong suốt kết hợp với kính màu tối ở hàng ghế thứ hai cũng góp phần mang lại sự riêng tư cho người ngồi phía sau. Xung quanh xe còn xuất hiện 13 loa thường và 1 loa trầm. Đặc biệt, VF 9 sở hữu trần kính toàn cảnh được thiết kế từ vật liệu cao cấp với khả năng chống tia cực tím, tia hồng ngoại và nhiệt độ cao hiệu quả từ 95-100%. Để tăng tính riêng tư cho người dùng, VinFast cung cấp tùy chọn đặt thêm tấm rèm trần thiết kế riêng cho VF 9. Mặc dù vậy, do không phù hợp với điều kiện khí hậu của một số khu vực nên trần kính toàn cảnh đã trở thành một tùy chọn và chỉ có ở phiên bản Plus, do đó khách hàng sẽ phải trả thêm một khoản phí nếu muốn đổi từ trần kim loại sang.

### Trang bị an toàn
VF 9 đã nhận được số điểm tuyệt đối trong một số chương trình đánh giá tính năng an toàn như ASEAN NCAP, Euro NCAP và NHTSA. Xe được trang bị 11 túi khí, sở hữu hệ thống khung gầm chắc chắn và mang nhiều công nghệ an toàn như: Hệ thống cân bằng điện tử (ESC), Hệ thống chống bó cứng phanh (ABS), Hệ thống nhắc nhở cài dây an toàn (SBR) cho cả người ngồi ghế trước và sau, Phát hiện người ngồi ghế sau, Phanh khẩn cấp tự động nâng cao (AEB) trong thành phố, khu đô thị, Phanh khẩn cấp với người đi bộ, Cảnh báo va chạm phía trước (FCW), Cảnh báo chệch làn (LDW), Hỗ trợ giữ làn (LKA)... Hơn nữa, tất cả các phiên bản của VF 9 đều được trang bị công nghệ hỗ trợ lái nâng cao ADAS. Với cấp độ 2 của ADAS, xe có khả năng can thiệp vào các thao tác đánh lái, phanh cũng như tăng tốc nhằm hỗ trợ người lái trong trường hợp họ không kịp phản ứng trước những tình huống bất ngờ.

## Động cơ
VinFast VF 9 được trang bị hai mô tơ điện cho ra tổng công suất 402 hp (300 kW; 408 PS) và mô-men xoắn cực đại 620 N⋅m (457 lb⋅ft), giúp xe có thể tăng tốc từ 0–100 km/h (0–62 mph) trong 6,5 giây. Với tuỳ chọn pin SDI dung lượng 92kWh, hai phiên bản Eco và Plus có phạm vi hoạt động lần lượt là 437 kilômét (272 mi) và 423 kilômét (263 mi). Với tùy chọn pin CATL dung lượng 123kWh, tầm vận hành của VF 9 Eco đạt 626 kilômét (389 mi) và của VF 9 Plus là 602 kilômét (374 mi). EPA ước tính rằng phiên bản Eco đạt chỉ số 79 MPGe trong thành phố và 71 MPGe trên đường cao tốc, trong khi phiên bản Plus thì có mức tiêu thụ thấp hơn một chút, với các chỉ số lần lượt là 71 và 66 MPGe. Thời gian sạc pin nhanh nhất từ mức 10% lên 70% của VF 9 là 26 phút.
| Phiên bản | Kiểu động cơ | Loại pin   | Dung lượng pin (kWh)  | Hộp số  | Hệ dẫn động | Tầm vận hành                                         | 0–100 km/h | Tốc độ tối đa | Công suất               | Mô-men xoắn         |
| --------- | ------------ | ---------- | --------------------- | ------- | ----------- | ---------------------------------------------------- | ---------- | ------------- | ----------------------- | ------------------- |
| Eco       | Điện         | Pin Li-ion | 92 (SDI) & 123 (CATL) | Đơn cấp | AWD         | 437 km (272 mi) (pin SDI) 626 km (389 mi) (pin CATL) | 6,5 giây   | 200 km/h      | 402 hp (300 kW; 408 PS) | 620 N⋅m (457 lb⋅ft) |
| Plus      | Điện         | Pin Li-ion | 92 (SDI) & 123 (CATL) | Đơn cấp | AWD         | 423 km (263 mi) (pin SDI) 602 km (374 mi) (pin CATL) | 6,5 giây   | 200 km/h      | 402 hp (300 kW; 408 PS) | 620 N⋅m (457 lb⋅ft) |

## Đón nhận

### Doanh số
Tại thị trường Việt Nam, VinFast đã nhận được 4.094 đơn đặt hàng VF 9 chỉ sau 6 giờ mở bán dòng xe này. Vào sáng ngày 8 tháng 1 năm 2022, tức sau 48 giờ mở bán, số lượng đặt hàng đối với mẫu VF 9 đã tăng lên con số 9.071 đơn. Đến tháng 5 năm 2022, đã có hơn 65.000 đơn đặt trước VF 8 và VF 9 được ghi nhận trên toàn cầu. Trong 5 tháng đầu năm 2023, tổng doanh số cho mẫu SUV điện cỡ E là 679 chiếc. Đến cuối tháng 7, VinFast công bố doanh số của VF 9 tại Việt Nam đạt 1.452 chiếc.
| Doanh số     |        |          |              |           |
| T.gian       | Fadil  | Lux A2.0 | SA2.0        | Tổng cộng |
| ------------ | ------ | -------- | ------------ | --------- |
| 2019         |        |          |              | 17.214    |
| 2020         |        |          |              |           |
| 1-4/20       |        |          |              |           |
| 5/20         | 1.156  | 682      | 323          | 2.161     |
| 6/20         | 1.364  | 467      | 339          | 2.170     |
| 7/20         | 1.577  | 355      | 282          | 2.214     |
| 8/20         | 849    | 337      | 308          | 1.494     |
| 9/20         | 1.515  | 804      | 1.307        | 3.626     |
| 10/20        | 1.851  | 653      | 362          | 2.866     |
| 11/20        | 2.816  | 676      | 548          | 4.040     |
| 12/20        | 2.472  | 1.115    | 916          | 4.503     |
| 8 tháng 5-12 | 13.600 | 5.089    | 4.385        | 23.074    |
| 2020         | 18.016 | 6.013    | 5.456        | 29.485    |
| 2021         |        |          |              |           |
| 1/21         | 1.746  | 567      | 488          | 2.801     |
| 2/21         | 1.090  | 343      | 285          | 1.718     |
| 3/21         | 1.312  | 548      | 470          | 2.330     |
| 4/21         | 1.559  | 627      | 531          | 2.717     |
| 5/21         | 1.868  | 457      | 530          | 2.855     |
| 6/21         | 2.552  | 711      | 254          | 3.517     |
| 7/21         | 2.928  | 778      | 76           | 3.782     |
| 8/21         | 2.048  | 254      | 8            | 2.310     |
| 9/21         | 2.565  | 486      | 446          | 3.497     |
| 10/21        | 2.218  | 537      | 565          | 3.320     |
| 11/21        | 2.489  | 421      | 919          | 3.829     |
| 12/21        | 1.753  | 601      | 608 e34: 85  | 3.047     |
| 2021         | 24.128 | 6.330    | 5.180 e34 85 | 35.723    |

| 2022  | Fadil  | A2.0  | SA2.0 | e34   | VF 8  | VF 9 | Tổng cộng |
| ----- | ------ | ----- | ----- | ----- | ----- | ---- | --------- |
| 2022  |        |       |       |       |       |      |           |
| 1/22  | 1.401  | 199   | 463   | 40    | 0     | 0    | 2.103     |
| 2/22  | 697    | 170   | 234   | 53    |       |      | 1.154     |
| 3/22  | 2.567  | 309   | 183   | 412   |       |      | 3.471     |
| 4/22  | 1.654  | 287   | 80    | 406   |       |      | 2.427     |
| 5/22  | 1.909  | 425   | 268   | 448   |       |      | 3.050     |
| 6/22  | 1.338  | 359   | 11    | 782   |       |      | 2.490     |
| 7/22  | 766    | 1.085 | 224   | 62    |       |      | 2.137     |
| 8/22  | 329    | 849   | 37    | 5     |       |      | 1.220     |
| 9/22  |        |       |       |       |       |      |           |
| 10/22 |        |       |       |       |       |      |           |
| 11/22 |        |       |       | 182   | 412   |      | 594       |
| 12/22 |        |       |       | 1.548 | 2.730 |      | 4.278     |
| 2022  | 10.661 | 3.683 | 1.500 | 3.938 | 3.142 |      | 22.924    |

| 2023 | VF e34 | VF 5  | VF 6 | VF 7 | VF 8  | VF 9  | Tổng cộng |
| ---- | ------ | ----- | ---- | ---- | ----- | ----- | --------- |
| 2023 |        |       |      |      |       |       |           |
| 1/23 | 154    |       |      |      | 204   |       | 358       |
| 2/23 | 150    |       |      |      | 266   |       | 416       |
| 3/23 | 469    |       |      |      | 395   | 51    | 915       |
| 4/23 | 2.332  | 36    |      |      | 1.232 | 198   | 3.798     |
| 5/23 | 960    | 332   |      |      | 1.274 | 430   | 2.996     |
| 6/23 | 1.007  | 609   |      |      | 1.184 | 355   | 3.155     |
| 7/23 | 1.181  | 1.000 |      |      | 443   | 418   | 3.042     |
| 2023 | 6.253  | 1.977 |      |      | 4.998 | 1.452 | 14.680    |

Tổng
1. Fadil: 45.827
2. Lux A: 16.026
3. Lux SA: 12.136
4. President: <100
5. VF e34: 10.276
6. VF 5: 1.977
7. VF 6:
8. VF 7:
9. VF 8: 8.140
10. VF 9: 1.452

Tổng cộng 95.834
Từ tháng 8 năm 2023, VF không thống kê hàng tháng cho từng dòng sản phẩm nữa mà tính gộp hàng quý.
1. Quý 3/2022: 153 xe ô tô điện, 13.253 xe máy điện
2. Quý 2/2023: 9.535 xe ô tô điện, 10.182 xe máy điện
3. Quý 3/2023: 10.027 xe ô tô điện, 28.220 xe máy điện.[120][121]
4. Quý 4/2023: 13.513 xe ô tô điện

Tổng 202334.855 xe ô tô điện.
| Nội dung thêm |
| --- |
| Sau 2023 2024 87.000 1. Quý 1 2024 2. Quý 2 2024 3. Quý 3 2024: 21.912 xe ô tô điện, trong đó 9.300 xe trong tháng 9 4. Tháng 12 2024: 20.000 1. VF 3: 8.800 (25.000 xe trong 5 tháng) 2. VF 5: 4.900 (32.000 xe trong 12 tháng) 3. VF 6: 2.700 5. Quý 4: 53.139 (toàn cầu. Cả năm 97.399) 1. Xe máy điện, xe đạp điện: 31.170 (cả năm 70.977) 2025 1. Tháng 1: hơn 10.000 1. VF 3: 4.000 2. VF 5: 3.300 2. Tháng 2: hơn 12.500 1. VF 3: 5.200 2. VF 5: hơn 3.000 3. VF 6: gần 2.000 4. VF 7: hơn 570 3. Tháng 3: hơn 12.100 1. VF 3: hơn 3.700 2. VF 5: hơn 4.400 3. VF 6: hơn 1.100 4. VF 7: hơn 600 4. Tháng 4: 9.588 1. VF 3: 2.378 2. VF 5: 3.731 3. VF 6: 1.763 5. Tháng 5: 11.496 1. VF 3: 3.950 2. VF 5: 4.232 3. VF 6: 1.393 4. VF 7: 773 6. Tháng 6: 11.382 1. VF 3: 3.667 2. VF 5: 3.060 3. VF 6: 1.245 4. VF 7: 725 5. Herio Green: 916 6. Nerio Green: 1.415 7. VF 8, 9: 354 7. Tháng 7: 11.479 1. VF 3: 3.140 2. VF 5: 2.552 3. Herio Green: 2.182 4. VF 6: 1.902 5. VF 7: 795 6. VF 8: 319 |

### Phản ứng và đánh giá
Vào ngày 7 tháng 10 năm 2022, VF 9 lần đầu tiên được trưng bày trước công chúng tại một sự kiện của VinFast. Nhiều ý kiến cho rằng ngoại thất của mẫu SUV có nhiều đường nét mang chất tương lai, cá tính và mạnh mẽ. Đặc biệt, một số tờ báo còn đặt cho nó biệt danh "Xe Chủ tịch thế hệ mới". Trong buổi lễ nhận xe diễn ra vào ngày 27 tháng 3 năm 2023, hầu hết những khách hàng đều đánh giá cao sự rộng rãi và tiện nghi của mẫu SUV. Bên cạnh đó, còn có nhận định cho rằng đây là mẫu xe dành cho những người yêu công nghệ, khi một số khảo sát cho thấy gần 90% khách nhận xe đợt đầu tiên đều là các doanh nhân trẻ đang làm việc trong lĩnh vực công nghệ hoặc am hiểu về lĩnh vực này. Nhiều ý kiến đã so sánh sự tiện nghi và đa dụng của VF 9 so với các mẫu xe cùng tầm giá, hoặc thậm chí là đắt tiền hơn. Bên cạnh đó, loạt trang bị trên VF 9 đều được đánh giá là tinh tế và có tính thực dụng cao. Theo các chuyên gia, việc hợp tác với nhà thiết kế Pininfaria giúp mang đến cho mẫu xe này thiết kế ngoại – nội thất xanh hơn, an toàn và hiệu quả hơn, cũng như hấp dẫn và dễ tiếp cận hơn.
Trong một bài viết trên báo Dân trí, cây bút Trường Thịnh đã phân tích ý nghĩa của con số 9, đồng thời đưa ra nhận xét "VF 9 là sự kết hợp của một mẫu SUV cao cấp và mạnh mẽ nhưng vẫn thừa sự duy mỹ và tinh tế". Ngoài ra, không ít khách hàng cũng đánh giá cao những dịch vụ, chính sách hậu mãi và ưu đãi trên dòng xe này. Tác giả Hugo Quintal từ trang Turbo cho rằng giá thành ban đầu của VF 9 có thể làm rung chuyển thị trường châu Âu. Mark Vaughn của Autoweek thì nhận định trải nghiệm lái VF 9 tương tự như những mẫu SUV điện khác, đồng thời ví điều đó với việc xem bóng bầu dục Canada: "Tuy trò chơi có vẻ giống nhau, nhưng sân bóng thì lại rộng hơn rất nhiều. Mỗi đội sẽ có 12 thay vì 11 người, và bạn sẽ không thể nào nhận ra bất kỳ ai trong số họ". Trong một thống kê được thực hiện bởi Gridserve, VF 9 là mẫu xe điện được tìm kiếm nhiều nhất ở 12 quốc gia, bao gồm một số nước châu Âu, châu Phi và Campuchia, mặc dù không dẫn đầu ở thị trường nội địa Việt Nam. Đây cũng là phương tiện chuyên chở các nghệ sĩ cũng như nguyên thủ của Việt Nam và thế giới, chẳng hạn như Chi Pu, Charlie Puth, Maroon 5 và Anwar Ibrahim...
Mặc dù nhận về những đánh giá tích cực, song cũng có ý kiến chỉ ra rằng VinFast VF 9 cần phải cải thiện thêm ở nhiều điều. Với những khách hàng có cơ hội trải nghiệm mẫu SUV cỡ lớn này lúc mới ra mắt, họ cho rằng khoang nội thất của VF 9 không có nhiều thay đổi so với VF 8. Trong buổi giao xe đầu tiên tại Hà Nội, nhiều người tham dự đã nhận định VF 9 cần hoàn thiện hơn nữa về chất lượng lắp ráp, ví dụ khe hở giữa các bộ phận chưa đồng nhất, các chi tiết như dây nẹp cao su ở cốp chưa gọn gàng. Chiều cao VF 9 cũng là một hạn chế khi hơi thấp, không thực sự cân đối với chiều dài và chiều rộng của xe. Ngoài ra, trang bị cửa sổ trời toàn cảnh trên xe cũng là một nhược điểm nếu sử dụng trong những ngày nắng nóng gay gắt và có nhiệt độ cao. Phạm Trung từ VnExpress nhận định rằng tuy có ưu thế về cách thiết lập giá, nhưng VinFast sẽ phải làm nhiều thứ hơn để các mẫu xe như VF 8 và VF 9 phù hợp với nhu cầu sử dụng của khách hàng. Mặt khác, một bài viết trên trang InsideEVs tuy đánh giá cao VF 9 về phạm vi hoạt động, nhưng lại cảm thấy thất vọng với mức tiêu thụ năng lượng của xe. Một số YouTuber chuyên về ô tô cũng tuyên bố rằng VinFast đã đi quá xa khi có ý định trả tiền cho họ để chạy thử hai mẫu VF 8 và VF 9.

### Giải thưởng
VinFast VF 9 là một trong hai mẫu xe thuộc nhãn hiệu ô tô Việt Nam có tên trong danh sách ứng cử viên giải Giải thưởng Xe của Năm châu Âu tổ chức tại châu Âu năm 2023. Tháng 10 cùng năm, VF 9 giành vị trí quán quân tại hạng mục Giải thưởng "Xe dẫn đầu xu hướng" của Better Choice Awards. Sau đó, mẫu SUV này cũng dẫn đầu danh sách "Xe gầm cao 1,5 tỷ – 2 tỷ đồng" tại giải thưởng Xe của năm được tổ chức vào tháng 3 năm 2024.